# Zethes halcon
Zethes halcon là một loài bướm đêm trong họ Erebidae.